# روجر لان
روجر لان (بالإنجليزية: Roger Lane)‏ هو مؤرخ أمريكي، ولد في 1934.